# 매들린 올브라이트
매들린 코벨 올브라이트(영어: Madeleine Korbel Albright, 1937년 5월 15일 ~ 2022년 3월 23일)는 미국의 외교학자, 외교관, 정치인으로, 미국 최초의 여성 국무장관(64대)이었다. 2021년에 카멀라 해리스 부통령이 취임하기 전까지는 미국 여성 중 가장 먼저 미 행정부 최고위직에 오른 입지전적인 인물이다. 여성 장관에게 붙이는 존칭인 ‘마담 세크리터리(Madam Secretary)’라고 불린 첫 인물이기도 하다.
체코슬로바키아에서 외교관의 딸로 태어났으나 제2차 세계대전이 끝난 뒤 공산 쿠데타가 발생하자 1948년 가족과 함께 미국으로 망명했다. 1993년 빌 클린턴 1기때 국제연합(UN) 대사로 활동했고, 1997년~2001년 빌 클린턴 2기 행정부의 국무장관으로 재직했다. 7개 국어를 구사하며, 외교전문가로서 왕성한 활동을 했다.
2000년에는 미국의 현직 장관으로는 처음으로 북한을 방문하기도 했으며 미 정부 고위 관료 중 처음으로 블라디미르 푸틴 러시아 대통령을 만난 바 있다. 그녀는 브로치를 통해 메시지를 전달하는 ‘브로치 외교’로 유명했다.

## 생애

### 성장
체코슬로바키아 프라하에서 태어났다. 체코슬로바키아에서의 이름은 마리에 야나 쾨르벨로바(체코어: Marie Jana Körbelová)였다. 그의 부친 요제프 쾨르벨(Josef Körbel)은 체코슬로바키아의 외교관이었다. 부친이 유고슬라비아로 발령받아 베오그라드에서 지냈으며, 체코슬로바키아가 나치 독일의 침공을 받은 후 부친은 영국 런던에 들어선 망명 정부의 관리로 활동하여 제2차 세계대전 기간 중에는 런던에서 지냈다.
전쟁이 끝난 후 체코슬로바키아로 귀국했으나, 부친이 옛 정권의 인물이라는 이유로 공산정권으로부터 신변에 위협을 받게 되자 온 가족과 함께 1948년에 미국으로 망명했다. 미국에서 이름을 매들린 코벨로 고쳤다. 부친은 공산주의 국가에서 망명한 인물로 미국 정부의 주선으로 덴버 대학교에서 교수 자리를 얻었으며, 그 곳에서 명교수로 활동했다. 부친의 제자 중에는 후에 국무장관이 되는 콘돌리자 라이스가 특히 유명하다.

### 외교 경력
매들린은 웰즐리 대학교에서 정치학을 전공했으며, 1957년에 미국으로 귀화했다. 1959년 언론 재벌 집안 출신의 조 올브라이트와 결혼하고 성을 올브라이트로 바꿨다. 결혼한 후 딸 셋을 낳고 한동안 주부로 지내다가, 학업을 다시 시작하여 컬럼비아 대학교에서 국제정치학 석사와 박사 학위를 받았다. 그 후 민주당의 여러 정치인의 선거 운동에 참여하고 외교 관련 고문 역할을 맡았다. 1976년~1978년 에드먼드 머스키 상원의원의 입법담당 수석고문을 지냈고, 1978년~1981년 지미 카터 행정부의 백악관 안보보좌담당관 즈비그뉴 브레진스키 밑에서 일했다.
조지타운 대학교에서 국제정치학 교수로 재직했으며, 특히 소련 및 동유럽 관계 전문가로 명성을 떨쳤다. 1982년에 이혼했다.
1984년 대통령 선거에서 민주당의 제럴딘 페라로 부통령 후보의 외교 고문을 맡았고, 1988년 대통령 선거에서는 민주당 마이클 듀카키스 대통령 후보의 외교 고문을 맡았다. 두 선거에서 민주당은 모두 패배했지만, 올브라이트는 민주당의 중요한 외교 전문가로 떠오르게 되었다. 민주당 국제문제연구소 부소장을 지내기도 했다.
1992년 대통령 선거에서 빌 클린턴 후보와 인연을 맺었으며, 다음해 빌 클린턴이 대통령으로 취임한 후 유엔 대사로 임명되었다. 빌 클린턴 행정부 1기 행정부 4년 동안 재직하며, 미국의 입장을 대변하며 적극적인 활동을 했으며, 보스니아 내전, 아이티 문제에 대해 강경한 입장을 보였다. 그러나 르완다 내전이나 이라크에 대한 제재에는 소극적이었다.

### 국무장관 취임

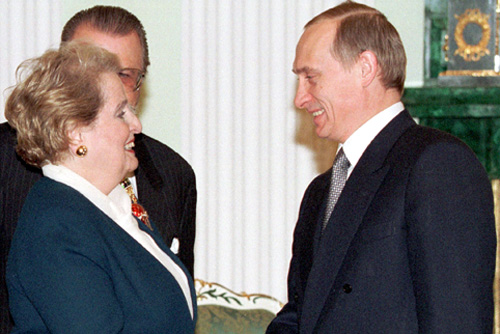
푸틴과의 만남 (2000년)

1996년 말, 올브라이트는 빌 클린턴 2기 행정부의 국무장관으로 지명되어, 1997년 초 미국 최초의 여성 국무장관으로 취임했다. 또한 당시까지 미국에서 가장 높은 지위에 오른 여성이 되었다(단, 외국 출신이므로 대통령직을 승계할 자격은 없었음). 국무장관으로 재직하면서도 국제 문제에 적극적으로 관여했던 매들린은 북대서양 조약 기구(NATO)의 확대를 주장했고, 자신의 조국인 체코와 공산정권 붕괴 후 미국과 긴밀한 관계를 맺어 온 폴란드, 그리고 헝가리의 나토 가입을 주도했다.

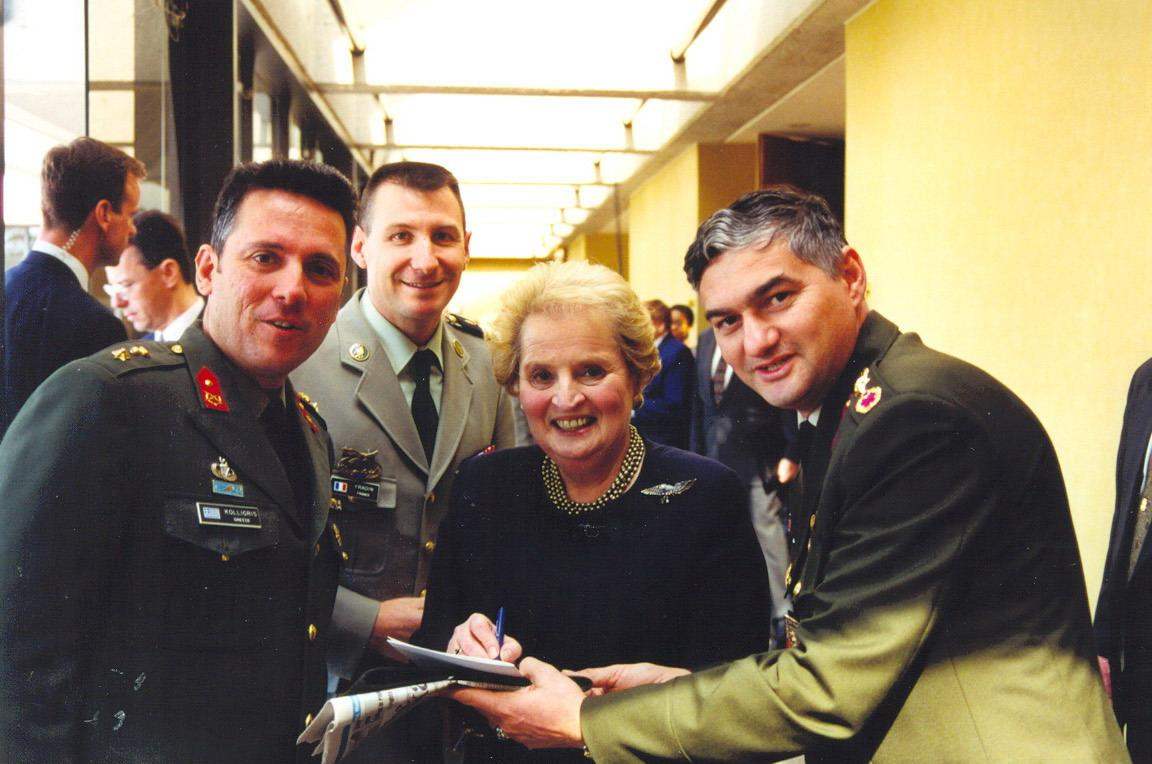
나토 장교들과 함께 자리한 올브라이트(1999)

보스니아 전쟁과 코소보 전쟁에 군사력을 투입하는데 찬성했으며, 중동 평화 협상을 중재하였다. 2000년 말에는 북한을 방문하여 김정일 국방위원장과 회담하였다. 이로써 그는 북한을 방문한 미국의 최고위급 인사가 되었다.
2001년 초, 빌 클린턴 대통령 퇴임과 함께 올브라이트도 국무장관직에서 물러났다. 퇴임 후 모국 체코에서는 그의 체코 정계 진출을 환영하는 목소리도 있었으나, 실현되지는 않았다. 2008년 대통령 선거에서는 초기에는 힐러리 클린턴을 지지했다. 버락 오바마가 대통령에 당선된 후에는 대통령 당선자의 외교 관련 업무를 도왔다.

## 유대인 논란
매들린의 집안은 본래 체코슬로바키아의 유대인 출신이었지만 매들린은 어린 시절부터 부모의 영향으로 로마 가톨릭 교회 신자로 자랐으며, 결혼 후에는 남편의 신앙에 따라 성공회(Episcopal)신자가 되었다. 부모는 매들린이 유대인이라는 사실을 알리지 않고 세상을 떠났으며, 그가 유대인 집안 출신이라는 사실은 1996년 말 그가 국무장관에 지명된 후 체코에서 그의 가계를 조사한 워싱턴 포스트 신문에 의해 뒤늦게 밝혀졌다. 이로 인하여 그의 조부모와 여러 친척들이 나치 독일의 홀로코스트로 희생되었다는 것도 밝혀져 충격을 주었다.
이에 대해 오랫동안 이러한 사실을 숨긴 것이 아니냐는 의혹에 국무장관 지명 인준을 통과하기 어려울 것이라는 우려도 있었다. 그러나, 부모가 사실을 알리지 않고 미국으로 망명하였으며, 개인적인 아픔이었기 때문에 상원 인준을 무사히 통과하였다. 그 후 올브라이트는 체코에 가서 자신의 가계에 대해 더욱 자세히 확인하였다.

## 사망
2022년 3월 23일 워싱턴 D. C.에서 84세의 나이에 암으로 사망하였다. 그녀의 사망소식이 알려지자 미국 국무부는 물론, 백악관도 조기(弔旗)를 게양했다. 바이든 대통령은 올브라이트 전 장관의 부고 소식을 듣고 그는 "역사의 흐름을 바꾼 사람이자 관습을 극복하고 장벽을 부순 사람"이라고 회상했다. 4월 27일(현지시간)에 미 워싱턴DC 소재 국립 대성당에서 치루어진 장례식은 TV로 생중계 되었다. 조 바이든 미국 대통령은 장례식에 참석해 추도사를 했다. 현장에는 빌 클린턴 전 대통령 내외, 오바마 전 태통령 내외 등 전·현직 정부 관료와 의원 1400명 이상이 조문했다.